# Abner González
Abner González Rivera (Moca, 9 oktober 2000) is een Puerto Ricaans wielrenner.

## Carrière
In juni 2019 werd González nationaal kampioen op de weg door met een voorsprong van meer dan zes minuten op ploeggenoot Elvys Reyes solo als eerste over de finish te komen. Later dat jaar werd hij, achter Kaden Hopkins, tweede tijdens de Caraïbische kampioenschappen tijdrijden.
Na enkele jaren in het Spaanse amateurcircuit te hebben gereden, tekende González eind 2020 een contract voor drie seizoenen bij het Spaanse Movistar.
Na drie seizoenen bij de Spaanse ploeg deed González in 2024 een stap terug naar het Portugese Efapel Cycling. Namens die ploeg behaalde hij in augustus van dat jaar zijn eerste profzege buiten de nationale kampioenschappen: in de Ronde van Portugal was hij de beste in de negende rit, met aankomst bergop.

## Overwinningen
2019
Puerto Ricaans kampioen op de weg, Elite
2021
Puerto Ricaans kampioen tijdrijden, Elite
Puerto Ricaans kampioen op de weg, Elite
2022
Puerto Ricaans kampioen op de weg, Elite
2024
9e etappe Ronde van Portugal
2025
Puerto Ricaans kampioen op de weg, Elite

## Resultaten in voornaamste wedstrijden
|      | \| Jaar \| Milaan-San Remo \| Amstel Gold Race \| Clásica San Sebastián \| \| ---- \| --------------- \| ---------------- \| --------------------- \| \| 2022 \| 45e \| 66e \| \| \| 2023 \| \| \| \| \| 2024 \| \| \| \| \| 2025 \| \| \| opgave \| |                  |                       |
| Jaar | Milaan-San Remo | Amstel Gold Race | Clásica San Sebastián |
| 2022 | 45e | 66e              |                       |
| 2023 | |                  |                       |
| 2024 | |                  |                       |
| 2025 | |                  | opgave                |

## Ploegen
- 2019 –  Inteja Imca-Ridea DCT (vanaf 1 juni)
- 2021 –  Movistar Team
- 2022 –  Movistar Team
- 2023 –  Movistar Team
- 2024 –  Efapel Cycling
- 2025 –  Caja Rural-Seguros RGA

Alba · Arcas · Carretero · Cataldo · Cullaigh · Elosegui · Erviti · García · González ·  Hollmann · Jacobs · Jorgenson · López (tot 1/10) · E. Mas · L. Mas · Mora · Mühlberger · Norsgaard · Oliveira · Pedrero · Rojas · Rubio · Samitier · Serrano · Soler · Torres · Valverde · Verona · Villella
Aranburu · Arcas · Barta · Elosegui · Erviti · García · González · Hollmann · Izagirre · Jacobs · Jorgenson · Kanter · Lazkano · E. Mas · L. Mas · Mühlberger · Norsgaard · Oliveira · Pedrero · Rangel Costa · Rodríguez · Rojas · Rubio · Samitier · Serrano · Sosa · Torres · Valverde · Verona
Aranburu · Arcas · Barta · Erviti · García · Gaviria · González · Guerreiro · Hollmann · Izagirre · Jacobs · Jorgenson · Kanter · Lazkano · E. Mas · L. Mas · Mühlberger · Norsgaard · Oliveira · Pedrero · Rangel Costa · Rodríguez · Rojas · Romeo · Rubio · Samitier · Serrano · Sosa · Torres · Verona